# Ferme de Pressoire
La ferme de Pressoire est une ferme située en France sur la commune de Junhac (Cantal), en région Auvergne-Rhône-Alpes.

## Historique
La ferme est composée de cinq bâtiments organisés autour d’une cour intérieure. Le logis du XVIIIe siècle se trouve à l’ouest, et le logis primitif du XVIe siècle se trouve derrière la grange. La ferme est un exemple exceptionnel de préservation, montrant la continuité agricole sur le même site.

### Protection
La ferme est inscrite au titre des monuments historiques par arrêté du 28 octobre 1993.

## Description
La ferme est accessible par un chemin menant à un portail d'entrée, avec la grange-étable à l’est et le logis du XVIIIe siècle à l’ouest. À l’intérieur du logis du XVIe siècle, la salle commune conserve sa cheminée en bois et hotte maçonnée. À l’ouest, la soue et le séchoir à châtaignes ferment la cour. La grange-étable en L a été construite en deux étapes (XVIIIe et XIXe siècles).